# Eric Barrios
Eric Hernán Barrios (Rojas, 17 febbraio 1998) è un calciatore argentino, centrocampista del Samt'redia.

## Caratteristiche tecniche
È un mediano.

## Carriera
Cresciuto nel settore giovanile del River Plate, nel 2019 si è trasferito a titolo definitivo alla Juventud, in Uruguay. Ha debuttato fra i professionisti il 16 febbraio disputando l'incontro di  Primera División Profesional perso 2-1 contro il Fénix.